# Strömvallen
Le Strömvallen est un stade de football situé à Gävle, et dont le club résident est Gefle IF. Doté d'une capacité de 7 200 places et d'une pelouse synthétique, le stade est implanté le long du Gavleån, dans le quartier de Villastaden, entre la salle de concert et la maison de la culture Silvanum.

## Histoire

### Strömdalens IP
C'est en 1892 qu'il est fait mention pour la première fois de la nécessiter de construire un stade. En octobre 1900, les représentants de la ville décide officiellement la construction d'un tel outil notamment pour le club de Gefle IF, mais aussi de toutes les autres associations sportives de la ville. C'est ainsi qu'en 1903 est inauguré le tout nouveau Strömdalens Idrottspark. Ce dernier dispose d'un terrain de football d'une dimension de 100 × 64, d'une piste pour le saut en hauteur et en longueur, une piste d'athlétisme et d'une aire pour le lancer de disque et de marteauet d'une tribune de 400 places assises.
Au cours des 10 années suivantes, le stade va connaître un certain nombre d'aménagements. En 1907, on y ajoute de nouvelles tribunes en bois, des vestiaires et des douches. En 1909, la ville de Gävle choisi de reprendre à son compte la gestion du stade au club de Gefle IF. En 1915, on y organise les championnats d'athlétisme suédois qui rencontrent un grand succès et attire près de 5 000 personnes dans l'enceinte.
Entre 1920 et 1923, le stade subit un nouveau lifting qui voit la réfection de la pelouse et la construction d'une nouvelle tribune couverte de 1 600 places inaugurée en septembre 1922.

### Strömvallen
L'inauguration officielle a lieu le 3 juillet 1923. Totalement revisité par l'architecte Erik Westergren, le stade en profite pour changer de nom et devient le Strömvallen. Dans les années 30, le terrain prend les dimensions internationales et se dote de nouvelles tribunes sur les côtés nord et ouest (achevée en 1933). Dans les années 40, plusieurs pompiers de la ville, notamment Olle Åberg, Ingvar Bengtsson, Gösta "Sågmyra" Bergkvist, Henry Eriksson et le non moindre Gunder Hägg, participent à des courses sur les pistes du Strömvallen. C'est à l'occasion de l'une de ces courses à laquelle participe Gunder Hägg qu'est établi le record d'affluence (qui tient toujours) dans l'enceinte sportive, à savoir 9 333 spectateurs le 29 juillet 1942. Les quatre athlètes sus-nommés établiront d'ailleurs dans ce stade un record du monde du 4 × 1 500m en 15 min 30 s 2.
En hiver, le terrain et la piste attenante serviront pour des compétitions de bandy et de patin à glace entre 1920 et 1959. La finale du championnat de Suède de Bandy 1939 entre IK Huge et Nässjö IF se disputera notamment sur ce terrain.
Dans les années 70 et 80, le stade accueille les clubs de Brynäs IF puis de Gefle IF. En 1984, un nouveau stade est construit pour accueillir les compétitions d'athlétisme, rendant le Strömvallen à l'usage exclusif du football.
Pour les 100 ans du stade, ce dernier a été ajouté à la liste des 100 sites historiques du sport suédois par la fédération suédoise du sport.
En 2004, pour l'accession de Gefle IF en Allsvenskan, la capacité du stade est portée à 7 302 places.